# Honiara FA League
Honiara FA League là một giải đấu bóng đá nằm ở Honiara, Quần đảo Solomon, tất cả các đội bóng ở Honiara thi đấu với nhau theo thể thức giải đấu.

## Đội bóng
Danh sách tất cả các đội bóng đã từng tham gia.
- Hana FC
- HPF FC
- Junior Flamingo FC
- K1 United FC
- Laugu United FC
- Koloale FC
- Kossa FC
- Makuru FC
- Marist FC
- Naha F.C.
- Rangers FC
- Solomon Warriors FC
- Sunbeam FC
- Zome Mars FC

## Đội vô địch
| Câu lạc bộ      | Số lần vô địch | Năm vô địch                                    |
| --------------- | -------------- | ---------------------------------------------- |
| Rangers FC      | 8              | 1985, 1988, 1991, 1995, 1996, 1997, 1998, 1999 |
| Koloale FC      | 3              | 2001, 2003, 2007–08                            |
| Sunbeam FC      | 3              | 1984, 1989, 1990                               |
| Makuru FC       | 2              | 2004, 2006–07                                  |
| HPF FC          | 1              | 1994                                           |
| Laugu United FC | 1              | 2000                                           |